# Dusona cameronii
Dusona cameronii är en stekelart som först beskrevs av Dalla Torre 1901.  Dusona cameronii ingår i släktet Dusona och familjen brokparasitsteklar. Inga underarter finns listade i Catalogue of Life.